# Ditaxis argothamnoides
Ditaxis argothamnoides är en törelväxtart som först beskrevs av Antonio Bertoloni och Spreng., och fick sitt nu gällande namn av Radcl.-sm. och Rafaël Herman Anna Govaerts. Ditaxis argothamnoides ingår i släktet Ditaxis och familjen törelväxter. Inga underarter finns listade i Catalogue of Life.